# Surbiton Trophy 2008
Il Surbiton Trophy 2008 è stato un torneo di tennis facente parte della categoria ATP Challenger Series nell'ambito dell'ATP Challenger Series 2008. Il torneo si è giocato a Surbiton in Gran Bretagna dal 2 all'8 giugno 2008 su campi in erba e aveva un montepremi di €42 500.

## Vincitori

### Singolare
Frank Dancevic ha battuto in finale  Kevin Anderson con il punteggio di 4–6, 6–3, 7–6(4)

### Doppio
Arnaud Clément /  Édouard Roger-Vasselin hanno battuto in finale  Harel Levy /  Jim Thomas con il punteggio di 7–6(4), 6(3)–7, [10–7]